# Daisbach (Aarbergen)
Daisbach ist ein Kirchdorf im hessischen Rheingau-Taunus-Kreis und Ortsteil von Aarbergen. Er ist mit rund 500 Einwohnern dessen kleinster Ortsteil.

## Geografische Lage
Daisbach liegt im Taunus (westlicher Hintertaunus) am Aubach. Es entstand am nördlichen Ufer des sich durch das Scheidertal schlängelnden Aubachs.

## Geschichte
Erstmals urkundlich erwähnt wurde der Ort im Jahr 879 in einer Besitzstandsurkunde des Stiftes St. Severus in Gemünden im Westerwald. Seine Besiedlung nahm ihren Ursprung oberhalb des Aubachs. Erst später kamen auch im Tal Höfe hinzu. Daisbach war ursprünglich dem Hubengericht im benachbarten Kettenbach und der dortigen Pfarrei zugehörig.
Im Zuge der Gebietsreform in Hessen fusionierten die bis dahin eigenständigen Gemeinden Daisbach, Hausen über Aar, Kettenbach, Michelbach, Panrod und Rückershausen am 31. Dezember 1970 freiwillig zur neuen Gemeinde Aarbergen. Für jeden Ortsteil wurde durch die Hauptsatzung ein Ortsbezirk mit Ortsbeirat und Ortsvorsteher nach der Hessischen Gemeindeordnung eingerichtet.

## Religion
Seit der Reformation nimmt der Ort eine historische Sonderstellung ein. Inmitten des protestantischen Landstrichs bildet Daisbach bis heute eine katholische Diaspora. 1677 erwarb der Münsteraner Erbkämmerer Freiherr von Galen die Herrschaft in Daisbach. In einem von ihm eingerichteten Amtshaus feierten Franziskaner des Klosters Limburg ab 1690 wieder katholische Gottesdienste. 1777 kam das Dorf zusammen mit Kettenbach in die Herrschaft des nassauischen Herzogs Karl Wilhelm von Nassau-Usingen. Ihm wurde auferlegt, die religiöse Eigenständigkeit des Dorfes zu wahren. Seither ist Daisbach Sitz einer Pfarrei.

## Bergbau
Ab Mitte des 19. Jahrhunderts war der Ort kurzzeitig Standort einer Silbergrube. 1890 wurde der Bergbau aber wegen zu geringer Rentabilität wieder geschlossen.

## Sehenswürdigkeiten
Unterhalb des Dorfes wurde um 1670 die katholische Pfarrkirche St. Josef errichtet. Sie ist heute die einzige katholische Fachwerkkirche Hessens.